# Kunstbibliothek
Eine Kunstbibliothek ist eine Bibliothek mit Sammlungsschwerpunkt auf Kunst und Kunstwissenschaft. Als Fachbibliothek sind die Kunstbibliotheken häufig eine Einrichtung in Institutionen wie Kunstmuseen, Kunstvereinen, Kunsthochschulen und -akademien sowie kunstwissenschaftlichen Forschungsinstituten. Daher funktionieren sie zumeist als Präsenzbibliothek, deren Bestand nur in den bibliothekseigenen Räumen benutzt und nicht entliehen werden kann.
Die meisten der Kunstbibliotheken im deutschsprachigen Raum sind in der Arbeitsgemeinschaft der Kunst- und Museumsbibliotheken organisiert.

## Liste der Kunstbibliotheken
Bekannte Beispiele für Kunstbibliotheken in Deutschland sind die Kunstbibliothek der Staatlichen Museen zu Berlin, die Kunst- und Museumsbibliothek der Stadt Köln und die Bibliothek des Zentralinstituts für Kunstgeschichte in München.